# 중동항공
중동항공(영어: Middle East Airlines, MEA)은 베이루트에 본사를 두고 있는 레바논의 유일한 항공사로, 허브 공항은 베이루트 국제공항이 있다.

## 역사
1945년 5월 31일 정치인인 사에브 살람이 영국해외항공의 운항과 기술적 도움을 받아 설립하였다. 1946년 첫 운항을 했고 1955년에 49%의 지분을 취득했다. 1963년 레바논 국제항공을 인수했고 1965년 리반 항공과 합병을 마무리 하면서 현재의 사명으로 변경했다. 1990년까지 그리고 2006년 이스라엘과의 전쟁과 정치적 상황으로 인해 간간이 운항이 중단되었다. 2011년 항공 동맹인 스카이팀 가입의향서에 서명하면서 2012년에 정식 회원이 되었다.

## 운항 노선
- 2012년 8월 기준으로 중동항공은 다음과 같은 노선을 운항하고 있다.[1]

### 코드쉐어 협정
- 중동항공은 다음과 같은 항공사와 코드쉐어 협정을 체결하고 있다.[2]

| - ITA 항공 - TAROM (스카이팀) - 걸프에어 - 사우디아 항공 (스카이팀) - 에어 유로파 (스카이팀) - 에어 캐나다 (스타 얼라이언스) - 에어 프랑스 (스카이팀) - 에티하드 항공 - 체코 항공 - 카타르 항공 (원월드) | - 쿠웨이트 항공 - 터키 항공 (스타 얼라이언스) |  |

## 보유 기종

### 현재 사용하는 기종
- 2020년 10월 기준으로 중동 항공은 다음과 같은 기종을 보유하고 있으며 평균 기령은 4년이다.[3][4]

## 같이 보기
- 레바논의 공항 목록
- 스카이팀

## 사진

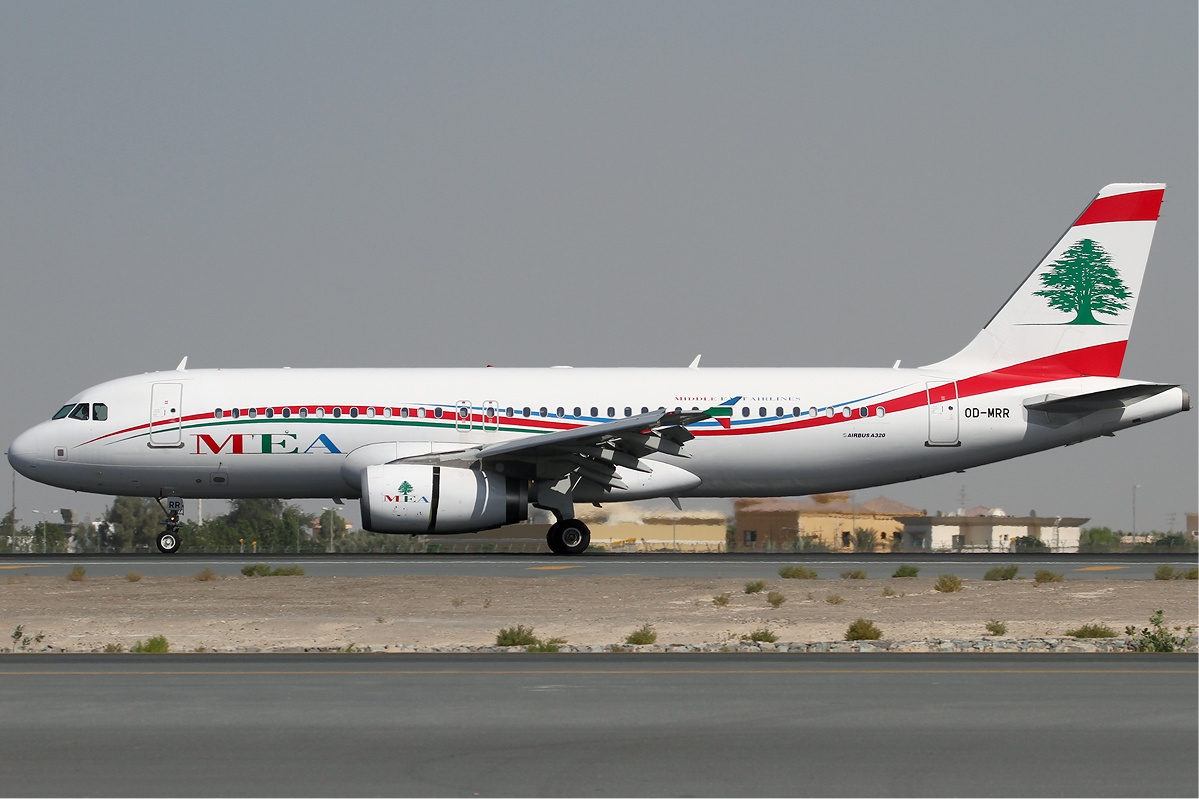
중동항공의 에어버스 A320-200
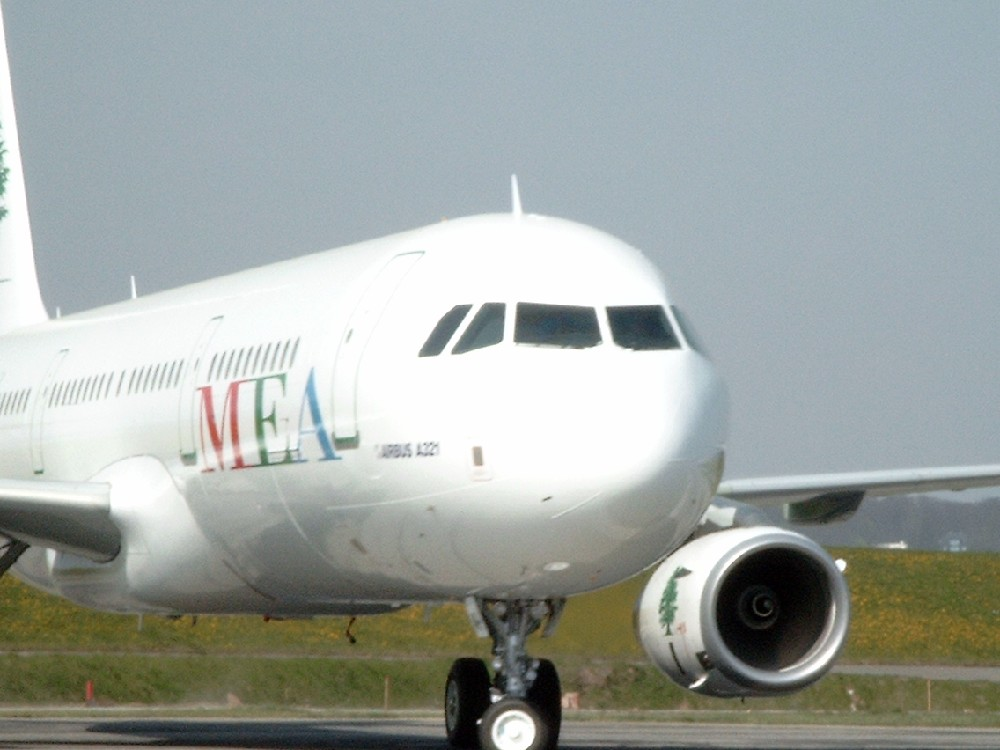
중동항공의 에어버스 A321-200
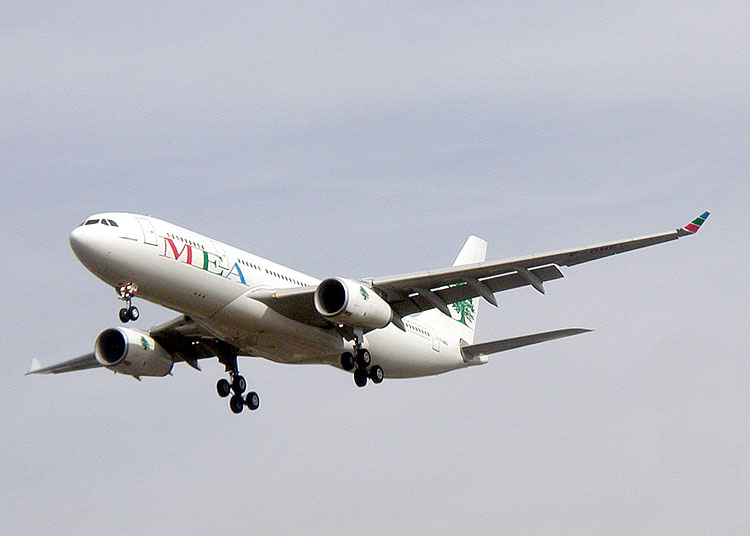
중동항공의 에어버스 A330-200